# Lovenia
Lovenia is een geslacht van zee-egels, en het typegeslacht van de familie Loveniidae. Het geslacht omvat een aantal recente soorten, alsmede soorten die uitsluitend fossiel bekend zijn. Vertegenwoordigers van het geslacht komen voor vanaf het Laat-Eoceen.

## Beschrijving
Deze hartegels hebben een met fijne knobbeltjes bezette, langwerpige, afgeplatte schaal met een vlakke onderkant. De ondiepe bloembladvormige ambulacra (deel van het skelet, waarin de voetjes van het watervaatstelsel zijn gelegen) worden smaller naarmate ze zich dichter bij de schaalrand bevinden. Beiderzijds bevinden zich op de schaal ook nog eens talrijke verdiept liggende knobbels met lange, gebogen stekels, die zorg dragen voor de bescherming van het dier. De anus bevindt zich aan de achterkant en de halvemaanvormige mond aan de onderzijde, nabij de voorkant. De normale diameter bedraagt ongeveer 2,5 cm.

## Leefwijze
Vertegenwoordigers van dit geslacht bewonen kuststroken en leven ondiep ingegraven in zand.

## Soorten
Recent
- Lovenia camarota H.L. Clark, 1917
- Lovenia cordiformis A. Agassiz, 1872
- Lovenia doederleini Mortensen, 1950
- Lovenia elongata (Gray, 1845)
- Lovenia gregalis Alcock, 1893
- Lovenia grisea A. Agassiz & H.L. Clark, 1907
- Lovenia hawaiiensis Mortensen, 1950
- Lovenia lata Shigei, 1981
- Lovenia subcarinata Gray, 1851
- Lovenia triforis Koehler, 1914

Uitgestorven
- Lovenia alabamensis Cooke, 1959 †
- Lovenia baixodoleitensis Maury, 1934 †
- Lovenia forbesii (Tenison Woods, 1862) †
- Lovenia gigantae H.L. Clark, 1945 †
- Lovenia macrotuberculata Schaffer, 1960 †
- Lovenia mexicana Jackson, 1937 †
- Lovenia mortenseni Ctyroky, 1965 †
- Lovenia similis H.L. Clark, 1945 †